# Aleksandr Fominych
Aleksandr Iwanowicz Fominych, ros. Александр Иванович Фоминых (ur. 15 czerwca 1959 w Nowosybirsku) – rosyjski szachista i trener szachowy (FIDE Trainer od 2011), arcymistrz od 1993 roku.

## Kariera szachowa
W turniejach międzynarodowych zaczął startować na przełomie lat 80. i 90., w niedługim czasie zdobywając tytuł arcymistrza. W 1990 zajął II m. (za Mladenem Muse) w Budapeszcie, w 1991 zwyciężył w Brnie (turniej C), a w 1992 podzielił II m. (za Dimityrem Donczewem) w Mladej Boleslavi oraz zwyciężył (wspólnie z Andriejem Charłowem) w Symferopolu. W 1994 zajął II m. (za Giennadijem Kużminem) w Ałuszcie, natomiast w 1994 podzielił I m. (wspólnie z Pawłem Kocurem) w Ałmaty. W 1996 podzielił IV m. (za Aleksandrem Chalifmanem, Aleksiejem Driejewem i Siemionem Dwojrisem, wspólnie z Maksimem Sorokinem, Jewgienijem Bariejewem, Aleksandrem Łastinem i Wadimem Zwiagincewem) w finale indywidualnych mistrzostw Rosji. W grudniu 1997 wystąpił w Groningen w pierwszym pucharowym turnieju o mistrzostwo świata, w I rundzie przegrywając z Władisławem Tkaczowem. W 1998 uczestniczył w rozegranej w Eliście szachowej olimpiadzie (w trzeciej drużynie Rosji, na I szachownicy).
Do sukcesów Aleksandra Fominycha w kolejnych latach należą:
- II m. w Gunturze (2000, za Andriejem Szarijazdanowem)
- II m. w Hajdarabadzie (2000, za Jewgienijem Władimirowem)
- dz. I m. w Kairze (2001, wspólnie m.in. z Nenadem Šulavą, Draženem Sermekiem, Aleksiejem Barsowem, Siergiejem Kasparowem, Azərem Mirzəyevem i Igorsem Rausisem)
- dz. III m. w Tancie (za Hannesem Stefanssonem i Azərem Mirzəyevem, wspólnie z Wasiłem Spasowem)
- I m. w Petersburgu (2002, memoriał Michaiła Czigorina)
- I m. w Uralsku (2003)
- dz. I m. w Nowym Delhi (2003, wspólnie z Maratem Dżumajewem i Ramachandranem Rameshem)
- dz. I m. w Jamshedpurze (2003, wspólnie z Dibyendu Baruą)
- dz. II m. w Dhace (2003, za Reefatem Bin-Sattarem, wspólnie z Aleksiejem Barsowem i Niazem Murshedem)
- dz. II m. w Ćennaj (2004, za Tachirem Wachidowem, wspólnie z Siergiejem Iskusnychem, Pawłem Smirnowem, Szuchratem Safinem i Ziaurem Rahmanem)
- dz. II m. w Pune (2004, za Maratem Dżumajewem, wspólnie z Jewgienijem Władimirowem, Tejasem Bakre, Praveenem Thipsayem i Kidambi Sundararajanem)
- dz. II m. w Dhace (2005, za Surya Gangulym, wspólnie z Enamulem Hossainem, Saidalim Jułdaszewem i Reefatem Bin-Sattarem)
- I m. w Kolombo (2006).

Najwyższy ranking w karierze osiągnął 1 lipca 2000, kiedy to z wynikiem 2594 punktów zajmował 100. miejsce na światowej liście FIDE, jednocześnie zajmując 25. miejsce wśród szachistów rosyjskich.